# Sólveig Matthildur
Sólveig Matthildur ist das musikalische Soloprojekt von Sólveig Matthildur Kristjánsdóttir aus Reykjavík, Island. Sie ist Mitbegründerin des isländischen Musikmagazins MYRKFÆLNI. Sie lebt seit 2016 in Berlin.

## Diskografie
- Unexplained Miseries & The Acceptance Of Sorrow. Album, 2017
- Affliction/Absolution. Single, 2018
- Constantly in Love. Album, 2019